# Discographie de Lex Luger
La liste qui suit est la discographie de Lex Luger, un producteur américain de hip-hop, originaire de Suffolk, en Virginie.

## Discographie

### 2010

#### OJ da Juiceman-.O.R.A.N.G.E(mixtape)
- I'm That Guy[1]

#### Rick Ross-Teflon Don
- B.M.F. (Blowin' Money Fast) (feat. Styles P.)
- MC Hammer (feat. Gucci Mane)

#### Fabolous-There Is No Competition 2: The Grieving Music EP
- Lights Out

#### Soulja Boy Tell 'Em-Best Rapper(mixtape)
- Digital
- I'm Boomin'
- The Blues
- What About My Clientele

#### Waka Flocka Flame-Flockaveli
- Bustin' at 'Em
- Hard in da Paint
- TTG (Trained to Go) (feat. French Montana, YG Hootie, Joe Moses, Suge Gotti & Baby Bomb)
- Bang (feat. YG Hootie & Slim Dunkin)
- Young Money/Bricksquad (feat. Gudda Gudda)
- Grove St. Party (feat. Kebo Gotti)
- Karma (feat. YG Hootie, Popa Smurf & Slim Dunkin)
- Live by the Gun (feat. RA Diggs & Uncle Murda)
- G-Check (feat. YG Hootie, Bo Deal & Joe Moses)
- Snake in the Grass (feat. Cartier Kitten)
- Fuck This Industry

#### Slim Thug-Tha Thug Show
- How We Do It (featuring Rick Ross)

#### Tyga-Well Done(mixtape)
- Well Done
- Like Me

#### Game-Brake Lights
- Get 'Em (featuring Waka Flocka Flame

#### Kanye West-My Beautiful Dark Twisted Fantasy
- See Me Now (featuring Beyoncé Knowles, Charlie Wilson & Big Sean) (titre bonus)

#### OJ da Juiceman -6 Ringz (The Michael Jordan Edition)
- 6 Ringz
- I Got Ringz
- My Fist
- Sausage (featuring Dre)
- Own My Own Team
- I Remember

#### Rock-Rocko Dinero(mixtape)
- Just In Case
- Us (featuring Yo Gotti & Future)

#### Wooh Da Kid-Black Out
- No Romance
- Back Against the Wall

### 2011

#### Layne Harper -Life in the Fast Layne Fridays
- Air Em' Out[2]

#### Kanye West &Jay-Z-Watch the Throne
- H•A•M (titre bonus)

#### Meek Mill -Dreamchasers
- Work ft. Rick Ross

#### OJ da Juiceman -Culinary Art School 2(mixtape)
- Juice Where You Been[3]
- Sell Chickens
- Clockin'
- Hundreds
- Down For Too Long

#### U.S.D.A.-The Afterparty
- Zoning[4]

#### Snoop Dogg-Doggumentary
- Platinum (featuring R. Kelly)

#### Wiz Khalifa-Cabin Fever(mixtape)
- Taylor Gang (featuring Chevy Woods)[5]
- GangBang (featuring Big Sean)
- Hustlin'
- Wtf
- Errday (featuring Juicy J)

#### Giggs-Take Your Hats Off(mixtape)
- Gangsta Hop (featuring Waka Flocka Flame)
- Middle Fingers (featuring Waka Flocka Flame, Gunna Dee, Killa Ki)
- Take Your Hats Off

#### Rick Ross
- 9 Piece (featuring Lil' Wayne)

#### DJ Suss One
- Buku Money (featuring French Montana, Slim Thug & Young Dose)[6]

#### Alex Niedt & Flash
- Hold Me Down[7]

#### Juicy J-Rubba Band Business(mixtape)
- Stunna's Do (featuring Billy Wes)
- Smokin' And Sippin
- Rattin' Azz
- So Much Money
- Niggaz Got Problems
- I Ain't Sparin' Niggas
- Flip That Bitch A Few Times
- Get Me High (featuring Reno & V Slash)
- Boom (featuring V Slash)
- Niggaz Violate
- Do It Big
- Take Sum
- Hood Sprung
- Dread Shakin' (featuring V Slash & Reno)
- I'm 100
- That's What I'm Cockin' (featuring Sno)
- Girl After Girl (featuring Nicki Minaj & Gucci Mane)
- $$$ Signs (Three 6 Mafia, Rick Ross & Billy Wes)

#### Tyga-Black Thoughts 2(mixtape)
- Lap Dance[8]
- Bad Bitches Feat. Gudda Gudda[9]

#### Smoke DZA -T.H.C.
- Loaded[10]

#### Maybach Music Group-Self Made Vol. 1
- That Way (Wale & Rick Ross featuring Jeremih)
- Big Bank (Pill, Rick Ross, Meek Mill & Torch featuring French Montana)

#### Juicy J -Rubba Band Business 2(mixtape)
- A Zip And A Double Cup
- So Damn Fucked Up
- Money Money To Make Money
- Inhale (featuring Machine Gun Kelly)
- Who Da Neighbors
- Met The Wrong Gun
- Smoke That Bitch (featuring VABP)
- Bombay Gin Dance
- Erryday (featuring Wiz Khalifa)
- Killa
- Introduce (featuring Don Trip)
- Pills, Weed & Pussy (featuring Project Pat)
- Get To Meet A G
- Strapped With The Strap
- White Girl
- Make It Happen (featuring Casey Veggies)
- Street Shit
- What The Fuck Is Yall On

#### 2 Chainz-T.R.U. REALigion(mixtape)
- Undastatement
- Money Makin Mission

#### Sharky -The Takeover
- Murder Scene (featuring Compton Menace)
- Step Out (featuring Doey)
- Cali Back (featuring Helen & Mil)
- My Money
- Why They Mad (featuring Brose Royce)
- My World
- 2 Many (featuring PC)
- Takeover (featuring D Realz & Cold Flamez)
- Ain't Started Yet (featuring Doey)
- 420 (featuring Tay & F3rd)
- Self Paid
- Trap Zone
- Saggin'In My 501's (featuring RK)
- I'm On It (featuring Breez & Elz)

#### Fat Trel -APRIL FOOLZ(mixtape)
- Respect With the Tech
- Tip A Strippa

#### French Montana-Coke Boys(mixtape)
- Is U Kiddin' Me (featuring Three 6 Mafia)

#### Ace Hood-Blood, Sweat & Tears
- Go 'N' Get It
- Hustle Hard
- Hustle Hard (Remix) (featuring Rick Ross & Lil Wayne)
- Go 'N' Get It (Remix) (featuring Beanie Sigel, Busta Rhymes, Pusha T & Styles P.)

#### Game
- Bottles & Rockin' J's (featuring DJ Khaled, Busta Rhymes, Rick Ross, Fabolous & Lil Wayne)
- Get'em (featuring Waka Flocka Flame)

#### Young Jeezy-The Real Is Back(mixtape)
- All The Money (featuring 211)

#### Kid Ink -Daydreamer
- Blackout (featuring Meek Mill)

#### Gucci Mane-Writing On The Wall 2(mixtape)
- Tragedy
- Lil Friends

#### Doe Boy & Lex Luger -Boyz n Da Hood(mixtape)
- Boyz n Da Hood Pt. 2
- Ricky
- Ghost (featuring Hollywood Goonie)
- Be About That (featuring Goonie and Scrilla)
- Exposed
- Disaster (featuring Moptop; coproduit par Kritical)
- Shout Out (featuring Nino Cahootz & K-Tee; coproduit par Southside)
- Str8 From Da Block
- Swag School
- Death Row
- Think About It
- Squad Up (featuring Da Kid)

#### Waka Flocka Flame-Lebron Flocka James 2
- Bricksquad Trappin
- Hard Work Pays Off
- Bout A Dollar
- To Da Max
- Hard In The Paint

#### DJ Khaled-We the Best Forever
- Money (featuring Young Jeezy & Ludacris)
- I'm Thuggin' (featuring Waka Flocka Flame & Ace Hood)

#### David Blayne -R&B Straight Drop (The Cook Up)
- Off Da Chain

#### Just Rich Gates -Merk Star Gates 2
- What (Remix)
- We Luv Dat
- Yea I'm Trappin
- Playin' Defense

#### V.A.B.P. -Young Nigga Movement(mixtape)
- Pop A Bean
- Back It Up (featuring Juicy J & Trey Songz)
- Lean (feat. Juicy J)
- New Hoes (featuring Juicy J)
- Chopper Loose (featuring Project Pat)
- Oh Well (featuring Juicy J & 2 Chainz)
- Shades On (featuring Juicy J & Spinks)
- Work Out (featuring Juicy J)
- Act A Fool
- Now (featuring Project Pat)
- TTG Wanna See
- Maui Wowi
- 7 Dayz (featuring Juicy J)
- I Can't Remember Da Last Time (featuring Juicy J)
- Smoke That Bitch (featuring Juicy J)

#### Soulja Boy Tell 'Em -Bernard Arnault EP(mixtape)
- Texas

#### Lil Wyte-I Aint Dead(mixtape)
- Money (featuring Partee, Project Pat & Miss Wyte)

#### Waka Flocka Flame-Salute Me Or Shoot Me 2.5
- Keep It Real
- Da Block Hot
- Fuck Da Police
- Give It 2 Me
- Yeah Nigga
- Call Waka
- On My Shyt
- What Set U Claim
- Ride Wit My Niggaz

#### Ben Beamon - Get Well Soon
- Red
- Skiin' Thru Da Snow
- Whitegirl Sellin' Whitegirl
- Dumbin' Out
- For Sure
- Like A Billy
- Whorez
- Dude You're Screwed
- Bustin' Bells

### Jim Jones-Capo
- Hockey Bag (featuring Cam'ron & Juelz Santana) (titre bonus)

#### Waka Flocka Flame& Slim Dunkin -Twin Towers 2: No Fly Zone
- Koolin It (featuring YG Hootie and Kebo Gotti)
- Lightz On (featuring Gucci Mane)
- Wrong One Ta Try (featuring French Montana)

#### Lil Scrappy-Tha Merlo Jonez EP
- Arguin'

#### Rich Kid Shawty -Word In Da South
- Word Round Da South
- Never Stop
- We Working

#### Wale-Ambition
- That Way (featuring Jeremih & Rick Ross)

#### Lil Wayne-Sorry 4 the Wait
- Grove St. Party (featuring Lil B)

#### Juicy J-Blue Dream & Lean
- Intro
- Drugged Out
- Riley
- Get Higher
- Oh Well (Remix) (featuring 2 Chainz)
- She Dancin'
- This Bitch By My Side
- Cash (Interlude)
- You Want Deez Rackz
- A Zip And A Double Cup (Remix) (featuring 2 Chainz & Tha Joker)
- Gotta Stay Strapped (featuring Project Pat & Alley Boy)
- I Don't Play With Gunz (featuring Project Pat & Alley Boy)

#### Frenchie -Bringing Gangsta Back
- My Lifestyle
- Catch A Charge
- Take Sum

#### OJ da Juiceman -The Lord of the Rings
- Back From The Dead
- Niggaz In My Business
- Cook It Up Y'all
- No Help

#### Waka Flocka Flame & French Montana -Lock Out
- Black  (featuring Slim Dunkin & Chinx Drugz)
- Still
- Weed & Drinks (featuring Chinx Drugz)

#### CTC Crazy -Da Young Gunnaz
- Ovas
- Wild Life
- Pac Man

#### Frenchie -Chicken Room
- Lord Im Tired

#### Rich Hil -500 Grams
- Slippin' Into Darkness
- Half A P
- Cherry Pie (featuring Smoke DZA)
- 500 Grams
- Varieties (featuring Ro Ransom)
- Just Like That (featuring Boo Bonic)
- It Ain't Time To Go
- Ring Around The Rosie
- What's Poppin'
- Baby Mix It Up
- Dippin' (featuring Boo Bonic)
- Show Money
- Bout It, Bout It

#### Black Boy Da Kid -Cut The Check 2
- Money On My Mind

#### 2 Chainz -Codeine Cowboys (A 2 Chainz Collection)
- Too Easy  (featuring Cap1)
- Kitchen  (featuring Young Jeezy & Pusha T)

#### Frank Whyte -Registered Real Nigga
- Money So Tall (Yao Ming)
- Doing It

#### Wooh Da Kid -Krown the King
- My Benz (featuring P Smurf, Ice Burgandy & Waka Flocka Flame)

#### Bo Deal -The Chicago Code 2
- Grindin'

#### Waka Flocka Flame-Salute Me Or Shoot Me 3 (Hip Hops Outcast)
- Damn
- More
- 365

#### Tay Don -Death Of Tay Beatz (The Rise Of Tay Don)
- M.O.B.
- Shootout
- Hustle Grind
- Throw Up Ur Set

#### Wooh Da Kid -Strap-A-Holics
- Pass  (featuring YG Hootie & Frenchie)
- No Romance

#### Tinie Tempah-Happy Birthday
- Leak-a-mixtape  (featuring Giggs)

#### KayO Redd -YNS (The Rise Of Sykho Soulja)
- Neutron
- Geeked Up
- Rap Niggaz Funny

#### Da KID & Slim Dunkin' -Bad Boys
- To Da Max
- Dunk

#### Mack Mecca & BFN -Head Of The Class
- Strapped BFN

#### Smoke DZA-SweetBabyKushedGod(EP)
- SWV (feat. Domo Genesis & Mookie Jones)

#### Tyga-#BitchImTheShit
- Orgasm

#### Soufboi -Street Made 3
- What I Like To Do
- Love When They Hatin'

### 2012

#### Rick Ross -Rich Forever
- Off The Boat (featuring French Montana)

#### EMP Dasme -Lakeshore Living
- Lil Mama

#### Schoolboy Q-Habits & Contradictions
- Grooveline Pt. 1 (featuring Curren$y & Dom Kennedy)

#### Chip tha Ripper-Tell Ya Friends
- Out Here

#### Yo Gotti-Live From The Kitchen
- Second Chance

#### YG Hootie -Fonk Love (Flight To Da Motherland
- Puttin' In Work
- Everything Bricksquad

#### Gucci Mane-Trap Back
- Blessing (featuring Jadakiss & Yo Gotti)

#### Project Pat& Nasty Mane -Belly On Full
- Money Mane (featuring 2 Chainz & Tatalalicious)

#### Doe Boy -Since 1994 Pt. 2
- Since 1994 Pt.2''
- It's Whatever (featuring Sean Teezy)

#### Trap Music:Gorilla Warfare(ambiancé parGorilla Zoe)
- Spit In Yo Face (interprété par Gorilla Zoe)

#### King Louie -Showtime
- Feelin' Like A Big Check

#### Tay Don -Death Of Tay Beatz 2 (Tay Dons Day Of Wreckoning)
- Get Ur Thug On
- It's Goin' Down
- Throw Up Ur Set
- Triple Dare
- Shootout
- Don't Blow My High

#### French Montana, Juicy J & Project Pat -Cocaine Mafia
- Catch Ya Later
- Is You Kiddin Me (featuring DJ Paul)

#### Tarvoria -Bedroom Bangers
- Jumpin' Off The Dresser

#### Tay Don -M.A.F.I.A.
- Salute
- Comfortable Darkness

#### Wooh Da Kid -Strap-A-Holics 2.0 (Reloaded)
- Bricksquad Diva (featuring Waka Flocka Flame, Slim Dunkin & Gucci Mane)

#### Wiz Khalifa -Taylor Allderdice
- The Code (featuring Juicy J, Lola Monroe & Chevy Woods)

#### Mac Miller-Macadelic
- Lucky Ass Bitch (featuring Juicy J)

#### Bo Deal & Co Still -Niggaz You Love To Hate
- Not A Game (featuring BFN)

#### Game -California Republic(mixtape)
- Death Penalty (featuring Fabolous, Slim Thug and Eric Bellinger)
- Bottles And Rockin' J's (Remix) (featuring Busta Rhymes, Rick Ross, Fabolous, Lil Wayne and Teyana Taylor)

#### Ice Burgandy -Progress Involves Risk Unfortunately
- My Benz (featuring Wooh Da Kid, P Smurf & Waka Flocka Flame)

#### French Montana &Coke Boys-Coke Boys 3
- 9000 Watts

#### GE Da Piolet -Project F16
- Mission
- Hold Me Down

#### Juicy J-Blue Dream & Lean
- I'm Ballin' (titre bonus)

#### Gucci Mane-I'm Up(mixtape)
- Kansas (feat. Jim Jones)
- Spread the Word

#### Lil Wyte-Still Doubted
- All Kinds Of Drugs (feat. Young Buck, Lil Wil)
- Money (feat. Miss Wyte, Partee, Project Pat)
- Lost In My Zone

#### Chevy Woods -Gang Land
- Vice (feat. Juicy J & Wiz Khalifa)
- 12 Rounds
- 36 (feat. Trae The Truth)

#### Waka Flocka Flame-Triple F Life: Friends, Fans and Family
- Triple F Life (Intro) (avec Southside)
- Round of Applause (featuring Drake)
- Cash (featuring Wooh Da Kid)
- Triple F Life (Outro) (avec Southside)

#### Doe Boy -Paid In Full
- Respect My Fresh

#### CyHi The Prynce-Ivy League Club
- Real Talk  (featuring Dose)

#### Sergei Barracuda -Pouliční Ekonomická II
- Šéfuju
- Monte Carlo (feat. Smack)
- Ice Cube

#### Big Sean-Detroit
- FFOE

#### Gucci Mane-Trap God
- Intro

#### V.A.B.P. -Young Nigga Movement 2
- Tonight
- Hearse
- Unf*ckwitable
- Whip Da Shake (feat. Fat Trel)
- Smoke A Joint
- Choppa Lay 'Em Down (feat. Juicy J)
- Molly (feat. Neal Da Hitman)
- Crash The Party
- F*cked Up (feat. Fam-Lay)
- O Well (Remix)
- How You Gone Act
- Hello Goodbye (feat. Neal Da Hitman)
- Ciroc Boyz

#### Fat Trel -Nightmare on E Street
- Geetchie
- Rollin (Feat. Rich Hill)
- Respect With The Teck

### 2013

#### Project Pat -Cheez N Dope
- Niggas Bleed Like I Bleed
- You Kno What It Is

#### Cyhi The Prynce -Ivy League: Kick Back
- Far Removed

#### Curren$y -New Jet City
- Choosin (feat. Wiz Khalifa & Rick Ross)
- Coolie in the Cut (feat. Trademark da Skydiver)

#### Waka Flocka Flame -DuFlocka Rant 2
- Stay Hood (feat. Lil Wayne)
- Fell (feat. Gucci Mane & Young Thug)
- Real Recognize Real

#### M Watts -The Layover EP
- Liberachi (Feat. Pusha T)

#### Gucci Mane & Young Scooter -Free Bricks 2
- Pass Around (Feat. Wale)

#### Gucci Mane -Trap God 2
- When I Was Water Wippin'
- Miracle (feat. Young Thug)
- Scholar
- Really Ready (feat. Young Dolph & Rulet 1017)
- Break Dancin' (feat. Young Thug)

#### Gucci Mane & Young Dolph -EastAtlantaMemphis
- I Ain't Even Gonna Lie
- On The Run
- Tell Me Nothin

#### OJ Da Juiceman -6 Ringz 2 (The Playoffs Edition)
- Run Them Bands Up
- Ballin Out The Gym (feat. Starlito)

#### French Montana -Excuse My French
- 40 (feat. Trey Songz & Fabolous)

#### Travis Scott-Owl Pharaoh
- M.I.A.

#### Gucci Mane -Trap House III
- Can't Trust Her (feat. Rich Homie Quan)

#### Big Bank Black -The Godfather
- Forgiato's (feat. Gucci Mane)

#### Blood Money -Drug Wars
- GBSB

#### Joke -TBA
- TBA

### Singles produits
| Année | Single                                                      | Positions dans les charts | Positions dans les charts | Positions dans les charts | Positions dans les charts | Positions dans les charts | Album                                            |
| Année | Single                                                      | US Hot 100                | US R&B                    | US Rap Track              | Canadian Hot 100          | U.K. Singles              | Album                                            |
| ----- | ----------------------------------------------------------- | ------------------------- | ------------------------- | ------------------------- | ------------------------- | ------------------------- | ------------------------------------------------ |
| 2010  | Hard in da Paint (Waka Flocka Flame)                        | 100                       | 28                        | 20                        | –                         | –                         | Flockaveli                                       |
| 2010  | B.M.F. (Blowin' Money Fast) (Rick Ross featuring Styles P.) | 60                        | 6                         | 4                         | –                         | –                         | Teflon Don                                       |
| 2010  | Lights Out (Fabolous)                                       | –                         | 92                        | –                         | –                         | –                         | There Is No Competition 2: The Grieving Music EP |
| 2011  | H•A•M (Kanye West & Jay-Z)                                  | 23                        | 24                        | 14                        | 47                        | 30                        | Watch the Throne                                 |
| 2011  | Hustle Hard (Ace Hood)                                      | 60                        | 9                         | 10                        | –                         | –                         | Blood, Sweat & Tears                             |
| 2011  | Grove St. Party (Waka Flocka Flame featuring Kebo Gotti)    | 74                        | 12                        | 10                        | –                         | –                         | Flockaveli                                       |
| 2011  | Platinum (Snoop Dogg featuring R. Kelly)                    | –                         | 62                        | –                         | –                         | –                         | Doggumentary                                     |
| 2011  | In da Box (Sean Garrett featuring Rick Ross)                | –                         | 62                        | –                         | –                         | –                         | Courtesy Of                                      |
| 2011  | Go 'N' Get It (Ace Hood)                                    | 100                       | 68                        | –                         | –                         | –                         | Blood, Sweat & Tears                             |
| 2011  | That Way (Wale featuring Jeremih & Rick Ross)               | 61                        | 4                         | 6                         | –                         | –                         | Self Made Vol. 1                                 |
| 2011  | Round of Applause (Waka Flocka Flame featuring Drake)       | 97                        | 16                        | 17                        | –                         | –                         | Triple F Life: Friends, Fans and Family          |